# Álvaro Miranda Neto
Álvaro Miranda Neto, född den 5 februari 1973 i São Paulo i Brasilien, är en brasiliansk ryttare.
Han tog OS-brons i lagtävlingen i hoppning i samband med de olympiska ridsporttävlingarna 2000 i Sydney.